# Hans Herrmann
Hans Karl Walter Herrmann (Stoccarda, 23 febbraio 1928) è un ex pilota automobilistico tedesco.
È l'ultimo pilota in vita ad aver preso parte al mondiale di Formula 1 del 1953. Inoltre, seguendo la cronologia dei vari Gran Premi, dopo la morte di Kenneth McAlpine, avvenuta l'8 aprile 2023, è diventato il pilota più anziano tra quelli in vita ad aver partecipato ad una gara valevole per il campionato di Formula 1, grazie all'esordio avvenuto nel Gran Premio di Germania 1953.

## Carriera
Dopo aver lavorato nel caffè di famiglia e come apprendista fornaio, iniziò a correre nel 1952 con una Porsche 356.
Nel 1953 partecipò alla Mille Miglia, sempre su Porsche, debuttando in Formula 1 lo stesso anno nel Gran Premio di Germania, chiuso al nono posto.
L'anno seguente fu nuovamente al via della Mille Miglia, portando la sua Porsche 550 Spyder al sesto posto. Nel campionato di Formula 1 guidò per la debuttante Mercedes-Benz, ottenendo come miglior risultato un terzo posto nel Gran Premio di Svizzera. La stagione sportiva si concluse con il terzo posto nella Carrera Panamericana, al volante di una Porsche 550 Spyder. In omaggio a questo storico risultato ottenuto da Herrmann, la Porsche decise di adottare la dizione "Carrera" per alcune versioni particolarmente sportive dei suoi modelli.
Nel 1955, durante le prove del Gran Premio di Monaco, fu vittima di un grave incidente che gli procurò la frattura delle vertebre. Ciò lo costrinse ad abbandonare anticipatamente il campionato di Formula 1, vinto nuovamente dal compagno di squadra Juan Manuel Fangio. La tragedia avvenuta nel corso della 24 Ore di Le Mans del 1955, tuttavia, spinse la Mercedes-Benz a ritirarsi dalle corse al termine della stagione.
Nel 1956, ritrovatosi senza squadra per la nuova stagione di Formula 1, partecipò, in coppia con Wolfgang von Trips, alla 12 Ore di Sebring, ottenendo la vittoria di classe e il sesto posto assoluto al volante di una Porsche 550 Spyder. L'anno seguente tornò a correre in Formula 1 con una Maserati 250F, non riuscendo però ad ottenere risultati di rilievo.
Successivamente continuò a correre con una Porsche 718, ottenendo un terzo posto alla 24 Ore di Le Mans del 1958, la vittoria della Targa Florio del 1960 e della 12 Ore di Sebring del 1960. Con questa vettura raccolse anche l'ultimo punto in carriera in Formula 1, in occasione del Gran Premio d'Italia del 1960.

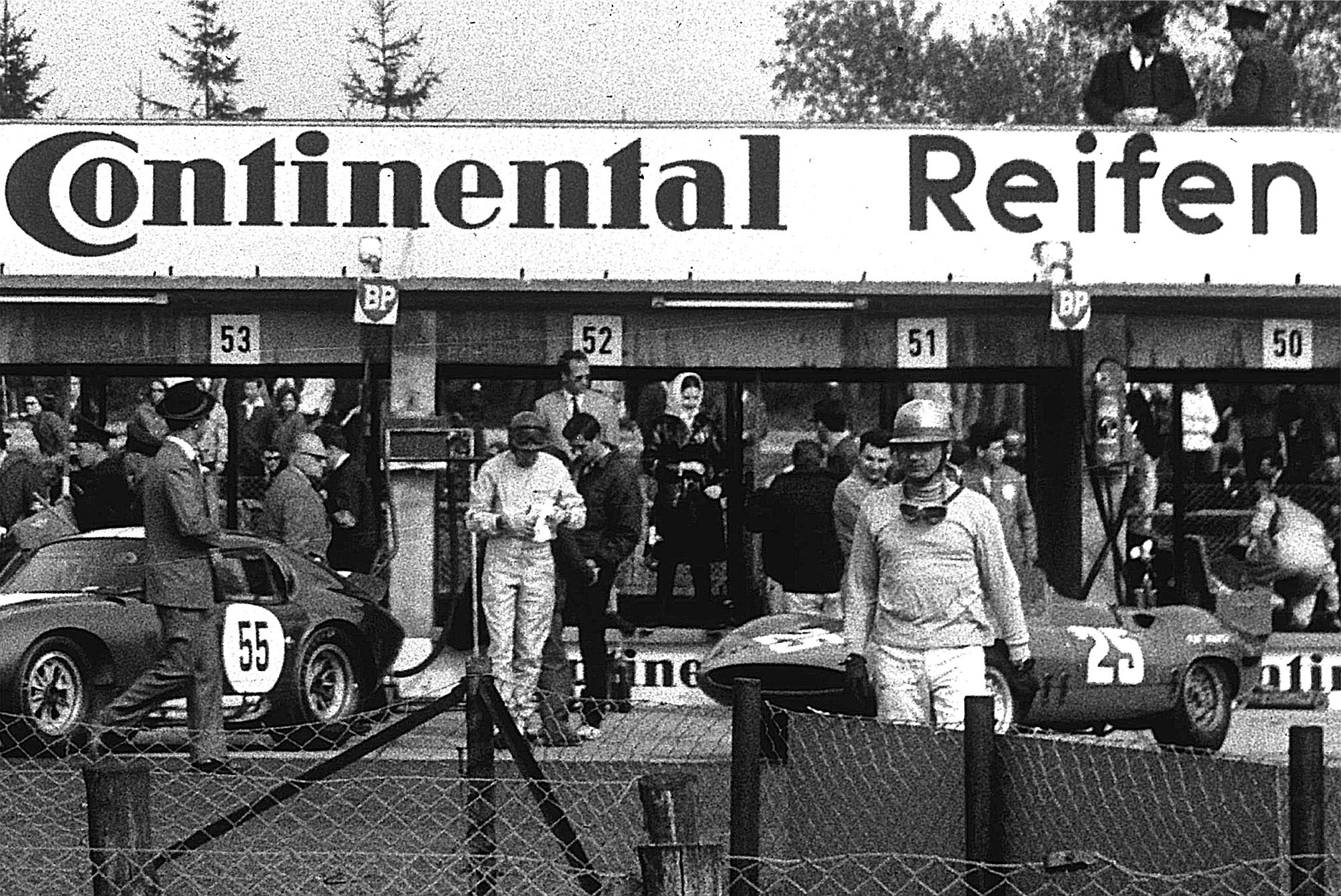
Hans Herrmann prima della partenza della 1000 km di Nürburgring del 1965, dietro di lui la Fiat Abarth

Nel 1968, a bordo di una Porsche 907, vinse nuovamente la 12 Ore di Sebring e per la prima volta la 24 Ore di Daytona. Si ritirò dal mondo delle corse nel 1970, dopo aver trionfato nella 24 Ore di Le Mans in coppia con Richard Attwood a bordo di una Porsche 917K.
Dopo il ritiro ha aperto un'azienda di ricambi d'auto a Stoccarda.
Nel corso della sua carriera ha preso parte a 19 Gran Premi del Mondiale di Formula 1, ottenendo un podio ed un totale di 10 punti.

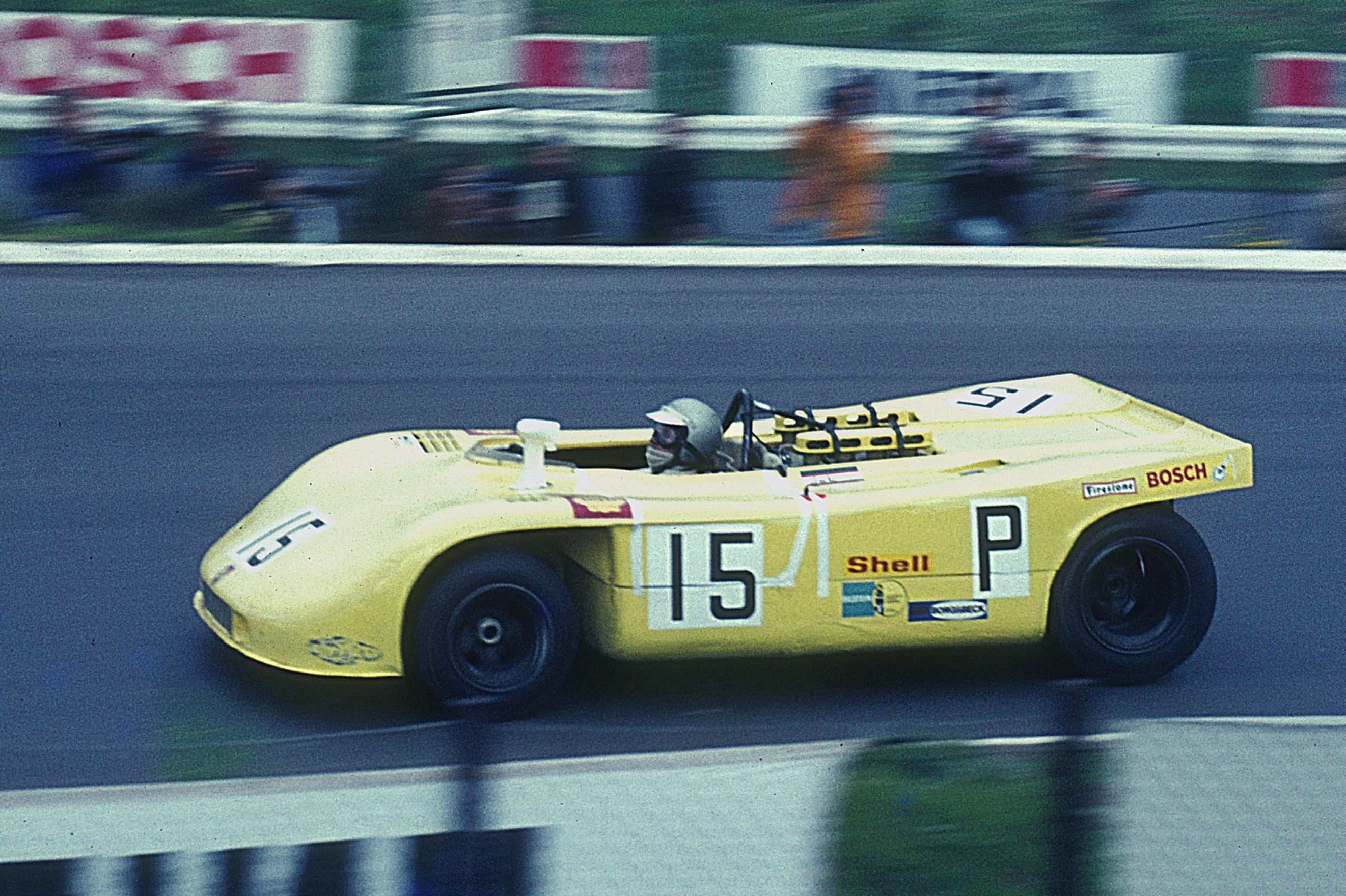
Hans Herrmann alla guida della Porsche 908/03 del 1970

## Risultati

### Risultati in Formula 1
| 1953 | Scuderia   | Vettura        |  |  |  |  |  |  |   |  |  |  |  |  | Punti | Pos. |
| ---- | ---------- | -------------- |  |  |  |  |  |  | - |  |  |  |  |  | ----- | ---- |
| 1953 | Hans Klenk | Veritas Meteor |  |  |  |  |  |  | 9 |  |  |  |  |  | 0     |      |

| 1954 | Scuderia        | Vettura |  |  |  |     |  |     |   |   |     |  |  |  | Punti | Pos. |
| ---- | --------------- | ------- |  |  |  | --- |  | --- | - | - | --- |  |  |  | ----- | ---- |
| 1954 | Daimler Benz AG | W196    |  |  |  | Rit |  | Rit | 3 | 4 | Rit |  |  |  | 8     | 7º   |

| 1955 | Scuderia        | Vettura |    |    |  |  |  |  |  |  |  |  |  |  | Punti | Pos. |
| ---- | --------------- | ------- | -- | -- |  |  |  |  |  |  |  |  |  |  | ----- | ---- |
| 1955 | Daimler Benz AG | W196    | 4‡ | NQ |  |  |  |  |  |  |  |  |  |  | 1     | 22º  |

| 1957 | Scuderia            | Vettura |  |    |  |  |  |     |  |  |  |  |  |  | Punti | Pos. |
| ---- | ------------------- | ------- |  | -- |  |  |  | --- |  |  |  |  |  |  | ----- | ---- |
| 1957 | Maserati Centro Sud | 250F    |  | NQ |  |  |  | Rit |  |  |  |  |  |  | 0     |      |

| 1958 | Scuderia              | Vettura |  |  |  |  |  |  |  |     |  |     |   |  | Punti | Pos. |
| ---- | --------------------- | ------- |  |  |  |  |  |  |  | --- |  | --- | - |  | ----- | ---- |
| 1958 | Centro Sud Jo Bonnier | 250F    |  |  |  |  |  |  |  | Rit |  | Rit | 9 |  | 0     |      |

| 1959 | Scuderia                              | Vettura |  |  |  |  |     |     |  |  |  |  |  |  | Punti | Pos. |
| ---- | ------------------------------------- | ------- |  |  |  |  | --- | --- |  |  |  |  |  |  | ----- | ---- |
| 1959 | Centro Sud British Racing Partnership | T51 P25 |  |  |  |  | Rit | Rit |  |  |  |  |  |  | 0     |      |

| 1960 | Scuderia | Vettura |  |  |  |  |  |  |  |  |   |  |  |  | Punti | Pos. |
| ---- | -------- | ------- |  |  |  |  |  |  |  |  | - |  |  |  | ----- | ---- |
| 1960 | Porsche  | 718     |  |  |  |  |  |  |  |  | 6 |  |  |  | 1     | 27º  |

| 1961 | Scuderia            | Vettura |   |    |  |  |  |    |  |  |  |  |  |  | Punti | Pos. |
| ---- | ------------------- | ------- | - | -- |  |  |  | -- |  |  |  |  |  |  | ----- | ---- |
| 1961 | Porsche Maarsbergen | 718     | 9 | 15 |  |  |  | 13 |  |  |  |  |  |  | 0     |      |

| 1966 | Scuderia        | Vettura |  |  |  |  |  |    |  |  |  |  |  |  | Punti | Pos. |
| ---- | --------------- | ------- |  |  |  |  |  | -- |  |  |  |  |  |  | ----- | ---- |
| 1966 | Roy Winckelmann | BT18    |  |  |  |  |  | 11 |  |  |  |  |  |  | 0     |      |

| 1969 | Scuderia        | Vettura |  |  |  |  |  |  |    |  |  |  |  |  | Punti | Pos. |
| ---- | --------------- | ------- |  |  |  |  |  |  | -- |  |  |  |  |  | ----- | ---- |
| 1969 | Roy Winckelmann | 59B     |  |  |  |  |  |  | NP |  |  |  |  |  | 0     |      |

| Legenda | 1º posto     | 2º posto | 3º posto    | A punti         | Senza punti/Non class.  | Grassetto – Pole position Corsivo – Giro più veloce |
| Legenda | Squalificato | Ritirato | Non partito | Non qualificato | Solo prove/Terzo pilota | Grassetto – Pole position Corsivo – Giro più veloce |

‡ Indica i punti divisi equamente tra i piloti alla guida di una vettura condivisa.

### Risultati nel Campionato mondiale vetture sport
| 1953 | Scuderia               | Vettura                        | Stati Uniti (bandiera) | Italia (bandiera)      | Francia (bandiera)        | Belgio (bandiera)         | Germania Ovest (bandiera) | Regno Unito (bandiera) | Messico (bandiera)   |
| ---- | ---------------------- | ------------------------------ | ---------------------- | ---------------------- | ------------------------- | ------------------------- | ------------------------- | ---------------------- | -------------------- |
| 1953 | Porsche                | Porsche 356 Porsche 550 Spyder |                        | 30                     | 16                        |                           |                           |                        | Rit                  |
| 1953 | Maserati               | Maserati A6 GCS                |                        |                        |                           |                           | Rit                       |                        |                      |
| 1954 | Scuderia               | Vettura                        | Argentina (bandiera)   | Stati Uniti (bandiera) | Italia (bandiera)         | Francia (bandiera)        | Regno Unito (bandiera)    | Messico (bandiera)     |                      |
| 1954 | Porsche                | Porsche 550 Spyder             |                        |                        | 6                         | Rit                       |                           |                        |                      |
| 1954 | Dist. VW. Central S.A. | Porsche 550 Spyder             |                        |                        |                           |                           |                           |                        | 3                    |
| 1955 | Scuderia               | Vettura                        | Argentina (bandiera)   | Stati Uniti (bandiera) | Italia (bandiera)         | Francia (bandiera)        | Regno Unito (bandiera)    | Italia (bandiera)      |                      |
| 1955 | Daimler Benz AG        | Mercedes-Benz 300 SLR          |                        |                        | Rit                       |                           |                           |                        |                      |
| 1956 | Scuderia               | Vettura                        | Argentina (bandiera)   | Stati Uniti (bandiera) | Italia (bandiera)         | Germania Ovest (bandiera) | Svezia (bandiera)         |                        |                      |
| 1956 | Porsche                | Porsche 550 Spyder             |                        | 6                      |                           | 6                         |                           |                        |                      |
| 1956 | Pilota privato         | Porsche 550 Spyder             |                        |                        | Rit                       |                           |                           |                        |                      |
| 1956 | Gert Kaiser            | Porsche 550 Spyder             |                        |                        |                           |                           | 13                        |                        |                      |
| 1957 | Scuderia               | Vettura                        | Argentina (bandiera)   | Stati Uniti (bandiera) | Italia (bandiera)         | Germania Ovest (bandiera) | Francia (bandiera)        | Svezia (bandiera)      | Venezuela (bandiera) |
| 1957 | Porsche                | Porsche 550 Spyder             |                        | Rit                    |                           |                           | Rit                       |                        |                      |
| 1957 | Maserati               | Maserati 350S                  |                        |                        | Rit                       |                           |                           |                        |                      |
| 1958 | Scuderia               | Vettura                        | Argentina (bandiera)   | Stati Uniti (bandiera) | Italia (bandiera)         | Germania Ovest (bandiera) | Francia (bandiera)        | Regno Unito (bandiera) |                      |
| 1958 | Bogward                | Bogward RS                     |                        |                        |                           | Rit                       |                           |                        |                      |
| 1958 | Porsche                | Porsche 718 RSK                |                        |                        |                           |                           | 3                         |                        |                      |
| 1959 | Scuderia               | Vettura                        | Stati Uniti (bandiera) | Italia (bandiera)      | Germania Ovest (bandiera) | Francia (bandiera)        | Regno Unito (bandiera)    |                        |                      |
| 1959 | Porsche                | Porsche 718 RSK                |                        | Rit                    | 4                         | Rit                       | Rit                       |                        |                      |
| 1960 | Scuderia               | Vettura                        | Argentina (bandiera)   | Stati Uniti (bandiera) | Italia (bandiera)         | Germania Ovest (bandiera) | Francia (bandiera)        |                        |                      |
| 1960 | Porsche                | Porsche 718 RSK                | 7                      |                        | 1                         | 4                         | Rit                       |                        |                      |
| 1960 | Joakim Bonnier         | Porsche 718 RSK                |                        | 1                      |                           |                           |                           |                        |                      |
| 1961 | Scuderia               | Vettura                        | Stati Uniti (bandiera) | Italia (bandiera)      | Germania Ovest (bandiera) | Francia (bandiera)        | Italia (bandiera)         |                        |                      |
| 1961 | Porsche                | Porsche 718 RS                 | Rit                    | 3                      | Rit                       | 7                         |                           |                        |                      |

### Risultati nel Campionato internazionale gran turismo
| 1962 | Scuderia                           | Vettura                                                                                       | Stati Uniti (bandiera) | Stati Uniti (bandiera) | Stati Uniti (bandiera) | Italia (bandiera) | Italia (bandiera) | Germania Ovest (bandiera) | Germania Ovest (bandiera) | Francia (bandiera)        | Francia (bandiera)        | Italia (bandiera)  | Regno Unito (bandiera)    | Germania Ovest (bandiera) | Stati Uniti (bandiera) | Stati Uniti (bandiera)    | Francia (bandiera)        |                        |                     |                           |                        |                        |                    |                        |
| ---- | ---------------------------------- | --------------------------------------------------------------------------------------------- | ---------------------- | ---------------------- | ---------------------- | ----------------- | ----------------- | ------------------------- | ------------------------- | ------------------------- | ------------------------- | ------------------ | ------------------------- | ------------------------- | ---------------------- | ------------------------- | ------------------------- | ---------------------- | ------------------- | ------------------------- | ---------------------- | ---------------------- | ------------------ | ---------------------- |
| 1962 | Scuderia SSS Repubblica di Venezia | Porsche 356B Carrera Abarth                                                                   |                        |                        |                        |                   | 6                 |                           |                           |                           |                           |                    |                           |                           |                        |                           |                           |                        |                     |                           |                        |                        |                    |                        |
| 1962 | Abarth                             | Fiat-Abarth 1000 Abarth-Simca 1300 Bialbero                                                   |                        |                        |                        |                   |                   | 12                        |                           |                           | 15                        |                    |                           | Rit                       |                        |                           | 9                         |                        |                     |                           |                        |                        |                    |                        |
| 1962 | Porsche                            | Porsche 718 WRS Porsche 356B Abarth                                                           |                        |                        |                        |                   |                   |                           | 3                         | 7                         |                           |                    |                           |                           |                        |                           |                           |                        |                     |                           |                        |                        |                    |                        |
| 1963 | Scuderia                           | Vettura                                                                                       | Stati Uniti (bandiera) | Stati Uniti (bandiera) | Stati Uniti (bandiera) | Italia (bandiera) | Belgio (bandiera) | Italia (bandiera)         | Germania Ovest (bandiera) | Italia (bandiera)         | Germania Ovest (bandiera) | Francia (bandiera) | Italia (bandiera)         | Germania Ovest (bandiera) | Francia (bandiera)     | Germania Ovest (bandiera) | Italia (bandiera)         | Regno Unito (bandiera) | Svizzera (bandiera) | Germania Ovest (bandiera) | Italia (bandiera)      | Italia (bandiera)      | Francia (bandiera) | Stati Uniti (bandiera) |
| 1963 | Abarth                             | Abarth-Simca 1300 Bialbero Fiat-Abarth 1000 Abarth 2000 Fiat-Abarth 850                       | 9                      | 1                      | Rit                    |                   |                   |                           | Rit                       | 4                         |                           |                    |                           |                           | 27                     | 2                         |                           |                        |                     | 1                         |                        |                        |                    |                        |
| 1963 | Scuderia Sant Ambroeus             | Abarth-Simca 1300 Bialbero                                                                    |                        |                        |                        |                   |                   |                           |                           |                           | 4                         |                    |                           |                           |                        |                           |                           |                        |                     |                           |                        |                        |                    |                        |
| 1963 | Pilota privato                     | Abarth 2000                                                                                   |                        |                        |                        |                   |                   |                           |                           |                           |                           |                    |                           |                           |                        |                           |                           |                        | 2                   |                           |                        |                        |                    |                        |
| 1964 | Scuderia                           | Vettura                                                                                       | Stati Uniti (bandiera) | Stati Uniti (bandiera) | Italia (bandiera)      | Italia (bandiera) | Belgio (bandiera) | Italia (bandiera)         | Germania Ovest (bandiera) | Germania Ovest (bandiera) | Francia (bandiera)        | Francia (bandiera) | Germania Ovest (bandiera) | Italia (bandiera)         | Regno Unito (bandiera) | Svizzera (bandiera)       | Germania Ovest (bandiera) | Italia (bandiera)      | Francia (bandiera)  | Stati Uniti (bandiera)    | Stati Uniti (bandiera) | Francia (bandiera)     |                    |                        |
| 1964 | Abarth                             | Simca Abarth 2000GT Abarth-Simca 1300 Bialbero                                                |                        |                        | Rit                    | 2                 | Rit               |                           | 16                        |                           |                           |                    | 7                         | 1                         |                        | 6                         | 1                         |                        |                     |                           |                        |                        |                    |                        |
| 1965 | Scuderia                           | Vettura                                                                                       | Stati Uniti (bandiera) | Stati Uniti (bandiera) | Italia (bandiera)      | Italia (bandiera) | Italia (bandiera) | Regno Unito (bandiera)    | Italia (bandiera)         | Belgio (bandiera)         | Germania Ovest (bandiera) | Italia (bandiera)  | Germania Ovest (bandiera) | Francia (bandiera)        | Francia (bandiera)     | Italia (bandiera)         | Germania Ovest (bandiera) | Italia (bandiera)      | Svizzera (bandiera) | Germania Ovest (bandiera) | Stati Uniti (bandiera) | Stati Uniti (bandiera) |                    |                        |
| 1965 | Abarth                             | Abarth-Simca 1300 Bialbero Abarth 1600 OT Spyder Abarth OT 1600 Abarth 2000 OT Abarth 1300 OT |                        |                        |                        | Rit               |                   |                           | 6                         |                           | Rit                       |                    | 4                         |                           |                        |                           |                           |                        | 12                  | 5                         |                        |                        |                    |                        |

### Risultati nel Campionato internazionale sportprototipi
| 1966 | Scuderia        | Vettura                             | Stati Uniti (bandiera) | Stati Uniti (bandiera) | Italia (bandiera)      | Italia (bandiera) | Belgio (bandiera) | Germania Ovest (bandiera) | Francia (bandiera)        | Italia (bandiera)         | Italia (bandiera)      | Germania Ovest (bandiera) | Svizzera (bandiera) | Germania Ovest (bandiera) | Austria (bandiera)  |                           |
| ---- | --------------- | ----------------------------------- | ---------------------- | ---------------------- | ---------------------- | ----------------- | ----------------- | ------------------------- | ------------------------- | ------------------------- | ---------------------- | ------------------------- | ------------------- | ------------------------- | ------------------- | ------------------------- |
| 1966 | Porsche         | Porsche 906 Porsche 910             | 6                      | 4                      | 4                      | Rit               | Rit               | Rit                       | 5                         |                           |                        | 3                         | 3                   |                           | 1                   |                           |
| 1967 | Scuderia        | Vettura                             | Stati Uniti (bandiera) | Stati Uniti (bandiera) | Italia (bandiera)      | Belgio (bandiera) | Italia (bandiera) | Germania Ovest (bandiera) | Francia (bandiera)        | Germania Ovest (bandiera) | Italia (bandiera)      | Regno Unito (bandiera)    | Italia (bandiera)   | Austria (bandiera)        | Svizzera (bandiera) | Germania Ovest (bandiera) |
| 1967 | Porsche         | Porsche 910 Porsche 907 Porsche 906 | 4                      | 4                      | 5                      | 2                 | 6                 | Rit                       | 5                         |                           | Rit                    | 4                         |                     | Rit                       |                     |                           |
| 1968 | Scuderia        | Vettura                             | Stati Uniti (bandiera) | Stati Uniti (bandiera) | Regno Unito (bandiera) | Italia (bandiera) | Italia (bandiera) | Germania Ovest (bandiera) | Belgio (bandiera)         | Stati Uniti (bandiera)    | Austria (bandiera)     | Francia (bandiera)        |                     |                           |                     |                           |
| 1968 | Porsche         | Porsche 907 Porsche 908             | 1                      | 1                      | Rit                    | 19                | 4                 | 2                         | 3                         | 6                         | 2                      | Rit                       |                     |                           |                     |                           |
| 1969 | Scuderia        | Vettura                             | Stati Uniti (bandiera) | Stati Uniti (bandiera) | Regno Unito (bandiera) | Italia (bandiera) | Italia (bandiera) | Belgio (bandiera)         | Germania Ovest (bandiera) | Francia (bandiera)        | Stati Uniti (bandiera) | Austria (bandiera)        |                     |                           |                     |                           |
| 1969 | Porsche         | Porsche 908                         | Rit                    | Rit                    | 6                      | 2                 | 3                 | 4                         | 2                         | 2                         |                        |                           |                     |                           |                     |                           |
| 1970 | Scuderia        | Vettura                             | Stati Uniti (bandiera) | Stati Uniti (bandiera) | Regno Unito (bandiera) | Italia (bandiera) | Italia (bandiera) | Belgio (bandiera)         | Germania Ovest (bandiera) | Francia (bandiera)        | Stati Uniti (bandiera) | Austria (bandiera)        |                     |                           |                     |                           |
| 1970 | Porsche Audi    | Porsche 917K                        |                        | Rit                    |                        |                   |                   |                           |                           |                           |                        |                           |                     |                           |                     |                           |
| 1970 | Porsche Austria | Porsche 917K Porsche 908            |                        |                        | 3                      | Rit               | Rit               | 6                         | 2                         | 1                         |                        |                           |                     |                           |                     |                           |

### Risultati nella 12 Ore di Sebring
| Anno    | Scuderia                        | Costruttore | Vettura            | Numero | Categoria       | Classe | Co-Pilota                                  | Giri | Risultato di classe | Risultato assoluto |
| ------- | ------------------------------- | ----------- | ------------------ | ------ | --------------- | ------ | ------------------------------------------ | ---- | ------------------- | ------------------ |
| 1956    | Porsche KG                      | Porsche     | Porsche 550 Spyder | 41     | Sport           | S 1.5  | Wolfgang von Trips                         | 182  | 1°                  | 6°                 |
| 1957    | Porsche Company                 | Porsche     | Porsche 550 RS     | 41     | Sport           | S 1.5  | Jack McAfee                                | 165  | Rit                 | Rit                |
| 1960    | Joakim Bonnier                  | Porsche     | Porsche 718 RS 60  | 42     | Sport           | S 1.6  | Olivier Gendebien                          | 196  | 1°                  | 1°                 |
| 1961    | Porsche Auto                    | Porsche     | Porsche 718 RS 61  | 50     | Sport           | S 2.0  | Edgar Barth                                | -    | Rit                 | Rit                |
| 1963    | Abarth                          | Abarth      | Fiat-Abarth 1000   | 18     | Gran Turismo    | GT 1.0 |                                            | 47   | 1°                  | 1°                 |
| 1966    | Porsche System Engineering      | Porsche     | Porsche 906        | 52     | Sport prototipo | P 2.0  | Joseph "Joe" Buzzetta                      | 209  | 1°                  | 4°                 |
| 1967    | Porsche Auto                    | Porsche     | Porsche 910        | 37     | Sport prototipo | P 2.0  | Joseph "Jo" Siffert                        | 223  | 2°                  | 4°                 |
| 1968    | Porsche Automobile Co.          | Porsche     | Porsche 907 2.2    | 49     | Sport prototipo | P 3.0  | Joseph "Jo" Siffert                        | 227  | 1°                  | 1°                 |
| 1969    | Porsche System Engineering Ltd. | Porsche     | Porsche 908/02     | 28     | Sport prototipo | P 3.0  | Karl "Kurt" Heinrich Ahrens Rolf Stommelen | 97   | Rit                 | Rit                |
| 1970    | Porsche Audi                    | Porsche     | Porsche 917K       | 17     | Sport           | S 5.0  | Rudolf "Rudi" Lins                         | 28   | Rit                 | Rit                |
| Legenda |                                 |             |                    |        |                 |        |                                            |      |                     |                    |

### Risultati nella 24 Ore di Le Mans
| Anno | Classe | N° | Gomme | Vettura                                          | Squadra                    | Co-piloti               | Giri | Pos. Assol. | Pos. di Classe |
| ---- | ------ | -- | ----- | ------------------------------------------------ | -------------------------- | ----------------------- | ---- | ----------- | -------------- |
| 1953 | S 1.5  | 44 | D     | Porsche 550 Coupé Porsche 1.5L Flat-4            | Porsche KG                 | Helm Glöckler           | 247  | 16º         | 2º             |
| 1954 | S 1.5  | 41 | D     | Porsche 550/4 RS 1500 Spyder Porsche 1.5L Flat-4 | Porsche KG                 | Helmut Polensky         | 148  | DNF         | DNF            |
| 1956 | S 1.5  | 24 | C     | Porsche 550 A/4 RS Porsche 1.5L Flat-4           | Porsche KG                 | Umberto Maglioli        | 136  | DNF         | DNF            |
| 1957 | S 1.5  | 33 | C     | Porsche 550A RS Porsche 1.5L Flat-4              | Porsche KG                 | Richard von Frankenberg | 87   | DNF         | DNF            |
| 1958 | S 2.0  | 29 | C     | Porsche 718 RSK Spyder Porsche 1.6L Flat-4       | Porsche KG                 | Jean Behra              | 291  | 3º          | 1º             |
| 1959 | S 2.0  | 32 | C     | Porsche 718 RSK Porsche 1.6L Flat-4              | Porsche KG                 | Umberto Maglioli        | 78   | DNF         | DNF            |
| 1960 | S 2.0  | 34 | D     | Porsche 718/4 Porsche 1.6L Flat-4                | Porsche KG                 | Maurice Trintignant     | 57   | DNF         | DNF            |
| 1961 | S 2.0  | 32 | D     | Porsche 718/4 RS Coupé Porsche 1.6L Flat-4       | Porsche System Engineering | Edgar Barth             | 306  | 7º          | 2º             |
| 1962 | GT 1.6 | 34 | D     | Porsche 356B Abarth Porsche 1.6L Flat-4          | Porsche System Engineering | Edgar Barth             | 287  | 7º          | 1º             |
| 1966 | P 2.0  | 31 | D     | Porsche 906/6L Carrera 6 Porsche 2.0L Flat-6     | Porsche System Engineering | Herbert Linge           | 338  | 5º          | 2º             |
| 1967 | P 2.0  | 41 | D     | Porsche 907/6L Porsche 2.0L Flat-6               | Porsche System Engineering | Joseph "Jo" Siffert     | 358  | 5º          | 1º             |
| 1968 | P 3.0  | 31 | D     | Porsche 908 Porsche 3.0L Flat-8                  | Porsche System Engineering | Joseph "Jo" Siffert     | 59   | DNF         | DNF            |
| 1969 | P 3.0  | 64 | D     | Porsche 908 Coupé Porsche 3.0L Flat-8            | Porsche System Engineering | Gérard Larrousse        | 372  | 2º          | 1º             |
| 1970 | S 5.0  | 23 | G     | Porsche 917 K Porsche 4.5L Flat-12               | Porsche KG Salzburg        | Richard Attwood         | 343  | 1º          | 1º             |

### Risultati ai 1000 km del Nürburgring
| Anno    | Scuderia                        | Costruttore | Vettura                    | Numero | Categoria       | Classe | Co-Pilota                           | Giri | Risultato di classe | Risultato assoluto |
| ------- | ------------------------------- | ----------- | -------------------------- | ------ | --------------- | ------ | ----------------------------------- | ---- | ------------------- | ------------------ |
| 1953    | Maserati                        | Maserati    | Maserati A6GCS Coupé       | 21     | Sport           | S      | Jack McAfee                         | -    | Rit                 | Rit                |
| 1956    | Porsche                         | Porsche     | Porsche 550RS              | 20     | Sport           | S 1.5  | Richard von Frankenberg             | 44   | 2°                  | 6°                 |
| 1958    | Carl F. W. Borgward GmbH        | Borgward    | Borgward RS                | 23     | Sport           | S 1.5  | Joakim "Jo" Bonnier                 | 1    | Rit                 | Rit                |
| 1958    | Carl F. W. Borgward GmbH        | Borgward    | Borgward RS                | 24     | Sport           | S 1.5  | Fritz Jüttner                       | 8    | Rit                 | Rit                |
| 1958    | Carl F. W. Borgward GmbH        | Borgward    | Borgward RS                | 34     | Sport           | S 1.5  | Giulio Cabianca Joakim "Jo" Bonnier | 29   | Rit                 | Rit                |
| 1959    | Porsche KG                      | Porsche     | Porsche 718 RSK            | 15     | Sport           | S 2.0  | Umberto Maglioli                    | 44   | 1°                  | 4°                 |
| 1960    | Dr. Ing. h. c. F. Porsche KG.   | Porsche     | Porsche 718 RS 60          | 22     | Sport           | S 2.0  | Edgar Barth                         | -    | NP                  | NP                 |
| 1960    | Dr. Ing. h. c. F. Porsche KG.   | Porsche     | Porsche 718 RS 60          | 23     | Sport           | S 2.0  | Maurice Trintignant                 | 44   | 2°                  | 4°                 |
| 1961    | Porsche KG                      | Porsche     | Porsche 718 RS 61          | 23     | Sport           | S 2.0  | Edgar Barth                         | 2    | Rit                 | Rit                |
| 1962    | Porsche System Engineering      | Porsche     | Porsche 718 WRS            | 111    | Sport prototipo | P 2.0  | Graham Hill                         | 44   | 1°                  | 3°                 |
| 1963    | Abarth                          | Abarth      | Simca Abarth 2000          | 102    | Sport prototipo | P 2.0  | Luciano "Lucien" Bianchi            | -    | NP                  | NP                 |
| 1963    | Abarth                          | Abarth      | Abarth-Simca 1300 Bialbero | 3      | Gran Turismo    | GT 1.3 | Luciano "Lucien" Bianchi            | -    | Rit                 | Rit                |
| 1964    | Abarth                          | Abarth      | Abarth-Simca 1300 Bialbero | 8      | Gran Turismo    | GT 1.3 | Fritz Jüttner                       | 41   | 1°                  | 16°                |
| 1965    | Abarth & Cie                    | Abarth      | Fiat Abarth OT 1600        | 25     | Sport prototipo | P 2.0  | Karl "Kurt" Heinrich Ahrens         | 13   | Rit                 | Rit                |
| 1966    | Porsche                         | Porsche     | Porsche 906E               | 15     | Sport prototipo | P 2.0  | Dieter Glemser                      | 36   | Rit                 | Rit                |
| 1967    | Porsche System Engineering      | Porsche     | Porsche 910/8              | 8      | Sport prototipo | P +2.0 | Joseph "Jo" Siffert                 | 11   | Rit                 | Rit                |
| 1968    | Porsche                         | Porsche     | Porsche 907 2.2            | 3      | Sport prototipo | P 3.0  | Rolf Stommelen                      | 44   | 2°                  | 2°                 |
| 1969    | Porsche System Engineering      | Porsche     | Porsche 908/02 Flunder     | 3      | Sport prototipo | P 3.0  | Rolf Stommelen                      | 44   | 2°                  | 2°                 |
| 1970    | Porsche Konstruktionen Salzburg | Porsche     | Porsche 908/03             | 15     | Sport prototipo | P 3.0  | Richard Attwood                     | 44   | 2°                  | 2°                 |
| Legenda |                                 |             |                            |        |                 |        |                                     |      |                     |                    |

### Risultati nella Carrera Panamericana
| Anno    | Scuderia               | Costruttore | Vettura            | Numero | Categoria | Classe | Co-Pilota | Giri | Risultato di classe | Risultato assoluto |
| ------- | ---------------------- | ----------- | ------------------ | ------ | --------- | ------ | --------- | ---- | ------------------- | ------------------ |
| 1953    | Dr. Ing. Porsche KG    | Porsche     | Porsche 550 Spyder | 165    | Sport     | S 1.6  |           | 2    | Rit                 | Rit                |
| 1954    | Dist. VW. Central S.A. | Porsche     | Porsche 550 Spyder | 55     | Sport     | S 1.5  |           | 8    | 1°                  | 3°                 |
| Legenda |                        |             |                    |        |           |        |           |      |                     |                    |

### Risultati nella Mille Miglia
| Anno    | Scuderia        | Costruttore   | Vettura                | Numero | Categoria | Classe | Co-Pilota     | Risultato di classe | Risultato assoluto |
| ------- | --------------- | ------------- | ---------------------- | ------ | --------- | ------ | ------------- | ------------------- | ------------------ |
| 1953    | Porsche KG      | Porsche       | Porsche 356 1500 Super | 438    | Sport     | S 2.0  | Erwin Bauer   | 11°                 | 30°                |
| 1954    | Porsche         | Porsche       | Porsche 550 Spyder     | 351    | Sport     | S 1.5  | Herbert Linge | 1°                  | 6°                 |
| 1955    | Daimler Benz AG | Mercedes-Benz | Mercedes-Benz 300 SL   | 704    | Sport     | S +2.0 | Hermann Eger  | Rit                 | Rit                |
| 1956    | Pilota privato  | Porsche       | Porsche 550A Spyder    | 419    | Sport     | S 1.5  | Werner Enz    | Rit                 | Rit                |
| 1957    | Maserati        | Maserati      | Maserati 350S          | 533    | Sport     | S +2.0 |               | Rit                 | Rit                |
| Legenda |                 |               |                        |        |           |        |               |                     |                    |

### Risultati nella Targa Florio
| Anno    | Scuderia                           | Costruttore | Vettura                     | Numero | Categoria       | Classe | Co-Pilota             | Giri | Risultato di classe | Risultato assoluto |
| ------- | ---------------------------------- | ----------- | --------------------------- | ------ | --------------- | ------ | --------------------- | ---- | ------------------- | ------------------ |
| 1959    | Porsche AG                         | Porsche     | Porsche 718 RSK             | 136    | Sport           | S 2.0  | Umberto Maglioli      | -    | Rit                 | Rit                |
| 1960    | Porsche KG                         | Porsche     | Porsche 718 RS 60           | 184    | Sport           | S 2.0  | Joakim "Jo" Bonnier   | 10   | 1°                  | 1°                 |
| 1960    | Porsche KG                         | Porsche     | Porsche 718 RS 60           | 176    | Sport           | S 2.0  | Olivier Gendebien     | 10   | 2°                  | 3°                 |
| 1961    | Porsche KG                         | Porsche     | Porsche 718 RS 61           | 132    | Sport           | S 2.0  | Edgar Barth           | 10   | 2°                  | 3°                 |
| 1962    | Scuderia SSS Repubblica di Venezia | Porsche     | Porsche 356B Carrera Abarth | 42     | Gran Turismo    | GT 1.6 | Herbert Linge         | 10   | 1°                  | 6°                 |
| 1964    | Abarth & Cie                       | Abarth      | Simca Abarth 2000 GT        | 76     | Gran Turismo    | GT 2.0 | Franco Patria         | 3    | Rit                 | Rit                |
| 1965    | Abarth & Cie                       | Abarth      | Abarth 1600 OT Spyder       | 152    | Sport prototipo | P 1.6  | Leo Cella             | 10   | 1°                  | 6°                 |
| 1966    | Porsche System Engineering         | Porsche     | Porsche 906                 | 200    | Sport prototipo | P 2.0  | Dieter Glemser        | 5    | Rit                 | Rit                |
| 1967    | Porsche System Engineering         | Porsche     | Porsche 910/8               | 218    | Sport prototipo | P +2.0 | Joseph "Jo" Siffert   | 9    | 2°                  | 6°                 |
| 1968    | Porsche System Engineering         | Porsche     | Porsche 907 2.2             | 222    | Sport prototipo | P 3.0  | Jochen Neerpasch      | 10   | 2°                  | 4°                 |
| 1969    | Porsche AG                         | Porsche     | Porsche 908/2               | 274    | Sport prototipo | P 3.0  | Rolf Johann Stommelen | 10   | 3°                  | 3°                 |
| 1970    | Porsche Salzburg                   | Porsche     | Porsche 917K                | 2      | Sport prototipo | P 3.0  | Victor "Vic" Elford   | -    | NP                  | NP                 |
| 1970    | Porsche Salzburg                   | Porsche     | Porsche 908/03              | 20     | Sport prototipo | P 3.0  | Victor "Vic" Elford   | 1    | Rit                 | Rit                |
| Legenda |                                    |             |                             |        |                 |        |                       |      |                     |                    |